# Baijiu

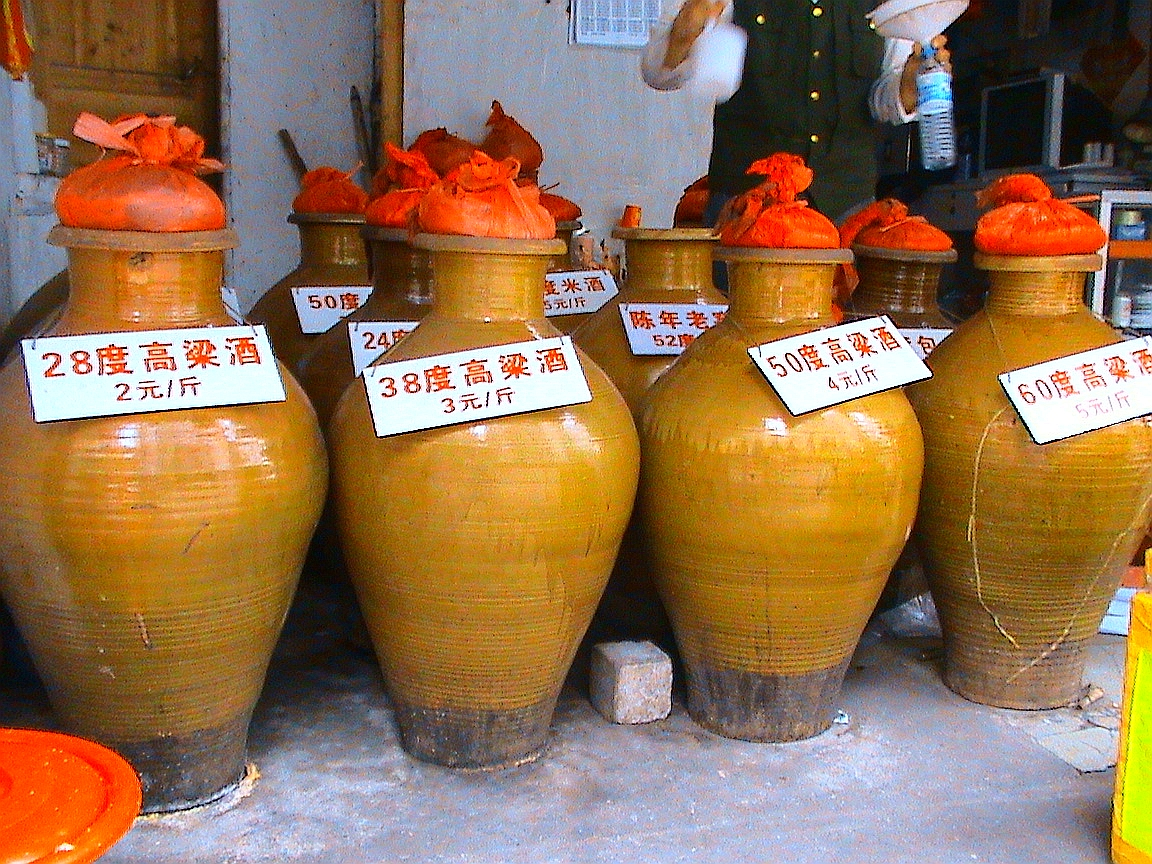
Stągwie z baijiu z sorga; ceny (od lewej): 28% - 2 RMB/jin; 37% - 3 RMB/jin; 50% - 4 RMB/jin; 60% - 5 RMB/jin

Baijiu (chiń. upr. 白酒; pinyin báijiǔ; dosł. „biały alkohol”) – mocny, destylowany napój alkoholowy, produkowany w Chinach.

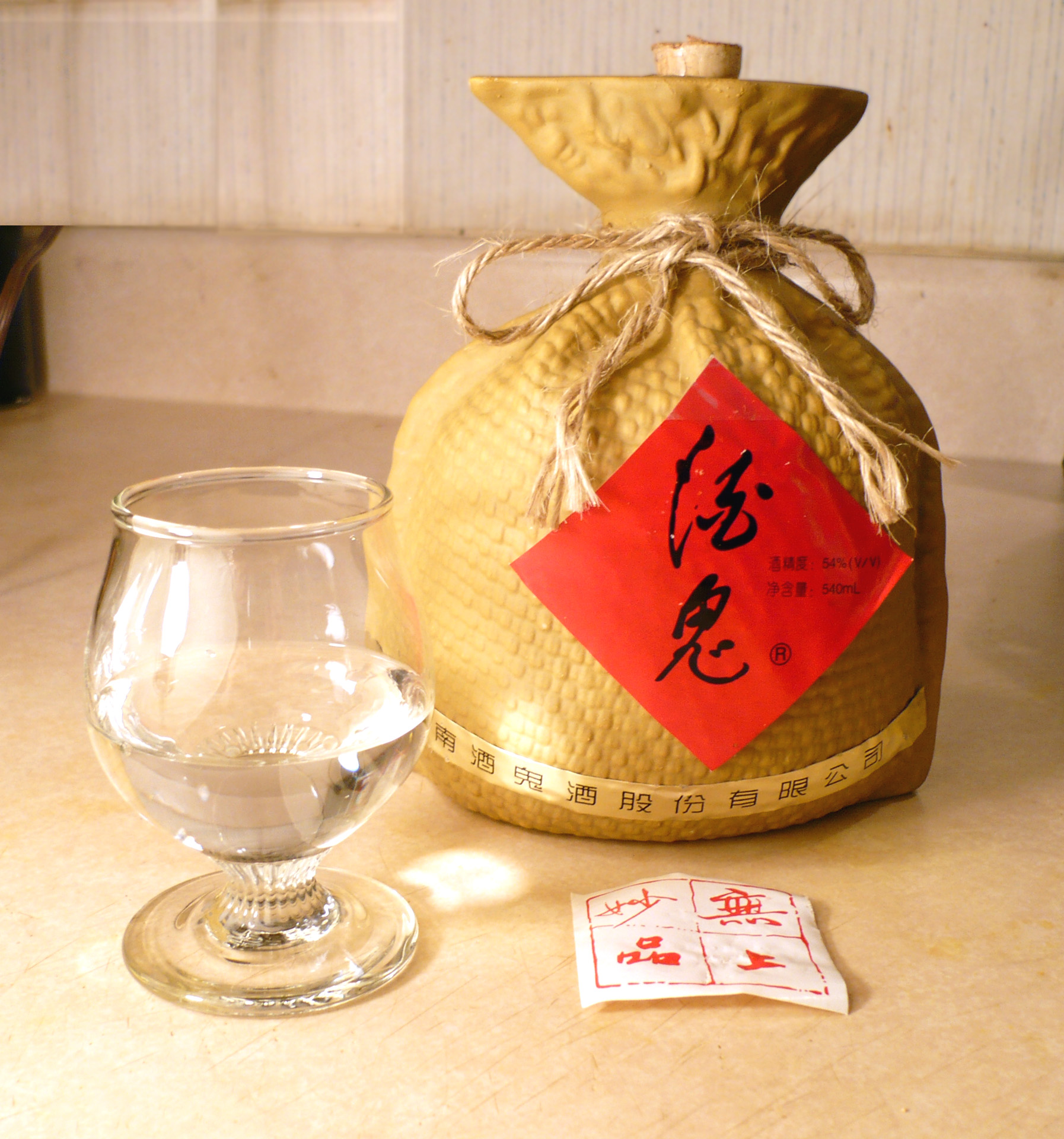
Baiju marki Jiugui (酒鬼)

Baijiu wytwarza się drogą destylacji sfermentowanego zboża: sorga, ryżu, pszenicy, kukurydzy lub innych (stosuje się też mieszanki, lub inne bogate w skrobię rośliny jak jam). Baijiu można uznać za rodzaj wódki, choć jest zazwyczaj mocniejsze (50-65% wobec najczęstszych 37,5-50% wódki); choć baijiu oznacza dosłownie "biały alkohol", "biały" w tym kontekście oznacza "czysty, przeźroczysty".
Najstarsze aparaty do destylacji, odnalezione w Chinach, pochodzą z czasów dynastii Han; shaojiu (inna nazwa baijiu) jest wspomniane w tekstach z VI-VII wieku, ale masowo zaczęło być produkowane prawdopodobnie za dynastii Yuan. Współcześnie baijiu' produkowane jest przemysłowo na wielką skalę (500 mln litrów w 2007), a ceny kształtują się od kilku złotych do kilku-kilkunastu tysięcy za półlitrową butelkę najlepszego trunku.
W późniejszych czasach wiele prowincji rozwinęło własne tradycje destylacji mocnych trunków. Najsławniejsze gatunki baijiu to:
- Maotai z prowincji Guizhou
- Wuliangye z Syczuanu
- Erguotou z okolic Pekinu
- Fenjiu
- Dongjiu